# مباشرة الأعمال الطبية في القانون المصري
مباشرة الأعمال الطبية في القانون المصري هو حق يقصد به أي تدخّل يقوم به شخص متخصص، بقصد شفاء المريض، حتى وإن لم يتحقق هذا الشفاء. وقد يكون هذا التدخّل بمجرّد الكشف أو حتى بالجراحة. هذا وقد يقوم الطبيب، أثناء مباشرته لعمله الطبي، إلى ارتكاب بعض الأفعال التي يجرّمها القانون؛ فالعمل الجراحي، في الأساس، يعتبر «جريمة جرح» منصوص عليها بالمواد من 240 إلى 242 من قانون العقوبات المصري. وكذلك يعد من قبيل الجرائم، قيام الطبيب بإجهاض المرأة؛ لأن هذا الفعل وارد كجريمة في المادة 260 من قانون العقوبات المصري. وبالتالي، كان من اللازم إباحة الأفعال الطبية التي تمارس بشروط ثلاثة حددها القانون المصري.

## شروط إباحتها

### 1- الحصول على ترخيص قانوني
لا يباح لأي شخص ممارسة العمل الطبي إلا إذا نال ترخيصًا بمزاولته (حتى ولو تمّ العلاج -من شخص لا يحمل ترخيصًا- برضاء المريض، وأدى إلى شفاءه)؛ فلا يكفي حصول الطبيب على الإجازة (أي البكالوريوس) من كلية الطب، بل لا بد من الحصول على ترخيص بمزاولة المهنة الطبية من نقابة الأطباء المصرية. والغرض من هذا الشرط، إمكانية الرقابة على أفعال الطبيب، وعقابه على أي تجاوز منه لمقتضيات مهنته.

### 2- رضاء المريض
يجب الحصول على رضاء المريض للخضوع للعلاج، أيًا كانت وسيلته، سواء كان بمجرّد الكشف (وما قد يتطلّبه ذلك من الكشف على عوراته)، أو بتناوله لأدوية معينة، أو بالجراحة. ولا يخلّ بهذا الشرط اشتراط بعض الدول القيام ببعض الفحوص الطبية على من يطلب دخول أراضيها؛ حيث يبقى للشخص الخيار النهائي في قبول هذا الشرط أو رفض دخول تلك الدول.
ويلتزم الطبيب بالحصول على رضاء المريض بشكل صريح؛ وذلك بأن يفصح له عن مرضه ووسائل علاجه. فمجرّد ذهاب المريض إلى عيادة الطبيب أو المستشفى لا يعد قبولاً للعلاج؛ بل لا بد من مصارحة المريض بحقيقة مرضه وعلاجه، وله أن يقبل أو يرفض هذا العلاج. ويمكن أن يكون الرضاء بشكل ضمني يستخلص من طبيعة الموقف؛ كأن يلمّ المريض بكافة المعلومات عن مرضه وعلاجه، ثم يدخل غرفة العمليات لإجراء الجراحة الخاصة بمرضه.
وإذا كان المريض في حالة خطيرة لا يقدر معها على التعبير عن إرادته، وكانت هناك ضرورة التدخّل الطبي السريع بصورة يعجز معها الطبيب عن الحصول على رضاء المريض، أو ممثله القانوني، أو أحد أقاربه، يمكن للطبيب مباشرة عمله الطبي دون مساءلة جنائية؛ نظرًا لتوافر حالة الضرورة المانعة للمسؤولية.

### 3- قصد العلاج
لا يباح العمل الطبي في مصر إلا إذا كان الغرض منه علاج المريض، سواء تحقق الشفاء للمريض أو لم يتحقق، طالما بذل الطبيب الجهد اللازم لذلك. وبناءً على ذلك، يعد القيام بعملاً طبيًا على مريض ما بقصد آخر غير علاجه عملاً غير مشروع، حتى وإن تمّ ذلك برضاء المريض ذاته؛ فيعدّ قاتلاً، الطبيب الذي يستجيب لرغبة المريض بقتله تخلصًا من آلامه الشديدة، وهو ما يعرف بالقتل الرحيم. كذلك يجرّم العمل الطبي الذي يستهدف إجراء تجارب طبية على مريض ما دون رضاءه، حتى لو حققت تلك التجارب مصلحة للمريض، أو كان الهدف منها خدمة الطب.